# Rodovia Itanhaém-Capital
A Rodovia Itanhaém-Capital é uma rodovia projetada que fará a ligação entre a capital paulista, São Paulo pela Zona Sul e a cidade de Itanhaém na Baixada Santista.
Esta rodovia serviria não só a cidade de Itanhaém, como também as demais cidades do Litoral Sul Paulista, quais sejam, Praia Grande, Mongaguá e Peruíbe, além de Itariri e Pedro de Toledo. Esta rodovia ainda poderia melhorar o trânsito de acesso às cidades de Santos, São Vicente, Guarujá, Cubatão e Bertioga, assim como ao Porto de Santos, ao desafogar o pesado tráfego no Sistema Anchieta-Imigrantes.

## Municípios atendidos
- São Paulo
- Itanhaém

## Projeto
Com o crescente afluxo de carros domésticos e de transporte de cargas, ainda na Década de 1990 já se sentiu necessária uma nova rodovia pra auxiliar o tráfego na região, de preferência, ligando o Litoral Sul, com população, economia e importância em acelerado crescimento, à Zona Sul da Capital.
A SP-40 seria uma nova ligação entre a capital paulista e o Litoral Sul Paulista, saindo do bairro de Parelheiros ou do Rodoanel Mário Covas, atravessando a Serra do Mar através da região do Núcleo Curucutu e indo até o município de Itanhaém, terminando na Rodovia Padre Manuel da Nóbrega.
Esta estrada foi proposta pela Assembleia Legislativa do Estado de São Paulo através do Projeto de Lei nº 560 de 1994 do deputado Erasmo Dias. O projeto de lei recebeu veto total (nº 6714 de 1997) do Governador Mário Covas. Mas, meses depois, o projeto foi sancionado como a Lei 9851 de 1997 autorizando a construção da rodovia.
Apesar da autorização existente para a sua construção, a nova rodovia nunca foi sequer iniciada, pois seu percurso traria grandes riscos à fauna e flora, em uma região de Mata Atlântica intocada, contendo nascente de rios, tudo dentro de uma Área de Preservação Permanente, levando à suspensão do projeto naquele momento.
Em 2012, a empresa concessionária Contern Construções e Comércio Ltda manifestou ao Governo Estadual interesse em construir e operar a rodovia, a princípio chamada provisoriamente de Nova Imigrantes. Posteriormente, postulou-se batizá-la como Rodovia Presidente João Goulart, em homenagem ao presidente deposto pela Ditadura Civil-Militar de 1964.
Nos anos seguintes, com a autorização de Concessão à iniciativa privada dada ao Aeroporto de Itanhaém, a situação do projeto foi revisto pelo Governo Estadual. O aeroporto poderia receber grande investimento para receber voos comerciais de aviões de passageiros de médio porte, e ganhar importância estratégica devido à exploração do Pré-Sal, o que levou a ganhar nova urgência a existência de uma rodovia ligando a Capital à Itanhaém. Fato contínuo, no segundo semestre de 2015, no entanto, o DER noticia publicamente que o estudo de viabilidade da obra foi retomado e estaria concluído até o final do corrente ano.
Também se trabalha paralelamente em um plano de modernização conjunta da infra-estrutura local de transporte, não só construindo a nova rodovia Capital-Itanhaém, como duplicando totalmente a Rodovia Padre Manuel da Nóbrega entre Itanhaém e a Rodovia Régis Bitencourt.. Depois dessas movimentações, veio uma longa crise financeira que atingiu o Brasil a partir da metade final da Década de 2010, e o projeto da Rodovia, novamente, foi suspenso.

## Trajeto
O trajeto da Rodovia Itanhaém - Capital cruza os seguintes municípios, todos no estado de São Paulo.
- Ela começaria na SP-55 Rodovia Padre Manoel da Nóbrega, em Itanhaém, na altura do km 319 no Jardim Suarão;
- Atravessa os vales do Rio Aguapeú e Rio Branco no sentido sudeste – noroeste;
- Atravessa o Vale do Rio Branquinho e sob a Serra do Mar pela face sudeste desta (ou, internamente, por túneis);
- Termina a subida da serra pela margem ocidental do Vale do Rio Capivari, já no Município de São Paulo;
- Segue sentido sul-norte paralelo à antiga Estrada de Ferro desativada entre Evangelista de Souza e Santo Amaro;
- Cruza a SP-21 (Rodoanel Mário Covas) na altura do Km 56 aproximadamente;
- Termina na Estrada Ecoturística de Parelheiros próximo do cruzamento com a Avenida Fernando da Cruz Alves.